# Forcoli 1921 Valdera
La Forcoli 1921 Valdera S.S.D. a r.l. è una società calcistica italiana con sede nella frazione  di Forcoli del comune di Palaia (PI).
Attualmente milita in Prima categoria Toscana, il sesto livello calcistico italiano.

## Storia
L'Unione Sportiva Forcoli nasce nel 1921. La formazione gioca nei campionati dilettantistici, oscillando fra la Prima e la Seconda Categoria sino alla fine degli anni Ottanta. Nel 1993 il Forcoli ottiene la promozione in Eccellenza Toscana, dove rimane per due stagioni. Nella seconda parte degli anni Novanta la squadra retrocede fino alla Prima Categoria e poi risale in Promozione.
Nel 2000 i forcolesi ottengono di nuovo la promozione in Eccellenza Toscana e vi permangono sino al 2004, quando per la prima volta vengono promossi in Serie D. Nel primo anno il Forcoli si piazza a metà classifica, poi centra per tre stagioni consecutive i play-off, mentre nella Serie D 2008-2009 la compagine amaranto ottiene una salvezza senza troppi patemi, sempre nel girone E. Intanto la presidenza della società passa da Marco Consoloni a Walter Tommasi.
Nella stagione 2009-2010 la squadra milita ancora nel girone E della Serie D, mentre le altre tre squadre della provincia di Pisa sono state spostate nel girone D. Al termine del campionato i forcolesi ottengono la salvezza.
La società partecipa alla Serie D 2010-2011, stavolta venendo inserito nel girone D, dove affronta anche i derby provinciali contro Pontedera, Mobilieri Ponsacco e Tuttocuoio. Al termine della stagione gli amaranto giungono al 7º posto, a due punti dalla zona play-off.
Nella stagione 2011-2012 la squadra si classifica 13º al termine del campionato di Serie D nel girone D.
Nella stagione 2012-2013 il Forcoli viene inserito ancora nel girone D della Serie D, ottenendo la salvezza dopo i play-out con Stefano Brondi in panchina.
Nel campionato 2013-2014 il club amaranto partecipa alla sua decima stagione consecutiva in Serie D, viene inserito nel girone D (di cui fanno parte, oltre ad alcune squadre toscane, anche delle avversarie dell'Emilia-Romagna, del Veneto e della Lombardia) e al termine della stagione retrocede in Eccellenza.
Nella stagione 2014-2015 partecipa al girone A di Eccellenza Toscana, mantenendo la categoria; partecipa quindi al massimo campionato dilettantistico regionale anche nella stagione 2015-2016, al termine della quale retrocede nel campionato di Promozione.

## Palmarès

### Competizioni regionali
- Prima Divisione: 1

1951-1952 (girone B)